# 備前片岡駅
備前片岡駅（びぜんかたおかえき）は、岡山県岡山市南区片岡字川西にある、西日本旅客鉄道（JR西日本）宇野線（宇野みなと線）の駅である。駅番号はJR-L10。
岡山市南区灘崎地域地区（旧児島郡灘崎町）の中心駅である。

## 歴史
- 1939年（昭和14年）1月1日：宇野線の彦崎駅 - 由加駅（現・迫川駅）間に新設開業[1]。片岡駅（栃木県矢板市）との区別のため備前片岡駅となった。
- 1940年（昭和15年）11月1日：営業休止[1]。
- 1950年（昭和25年）11月14日：営業再開[2]。
- 1960年（昭和35年）10月1日：宇野線電化完成。電車の運転開始。
- 1961年（昭和36年）4月：国道30号が開通。駅構内の改良工事開始。
- 1968年（昭和43年）
  - 9月28日：岡山駅寄りに300 m移転、列車交換設備を設置して2面2線となる[3]。同時に無人化[3]。
  - 10月1日：営業キロが岡山寄りに200m移動[1]。
- 1987年（昭和62年）
  - 3月23日：当駅を含む岡山駅 - 宇野駅間に213系電車を使用した快速「備讃ライナー」の運転開始。
  - 4月1日：国鉄分割民営化により、西日本旅客鉄道（JR西日本）の駅となる[1]。
- 1988年（昭和63年）4月10日：瀬戸大橋開通。本四備讃線が開業し快速「マリンライナー」などが運転開始。同時に岡山駅 - 宇野駅間の快速「備讃ライナー」は廃止。
- 2019年（平成31年）3月16日：始発列車より茶屋町駅 - 宇野駅間でも「ICOCA」などの全国相互利用対象のIC乗車カードが利用できるようになり、全線がIC乗車カード「ICOCA」のエリアとなっている。よって、当駅も簡易型ICカード改札を2か所と、交通系ICカードチャージ機能の付いた自動券売機が設置された。

## 駅構造

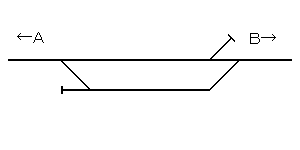
構内配線図 A:茶屋町 B:宇野（上方向が北側）

相対式ホーム2面2線を有し、交換設備を備えた地上駅。児島駅管理の無人駅で駅舎はなく、直接ホームに入る形である。出入口は下りホームの中央付近と、上りホームの宇野寄りにそれぞれ存在する（上りホーム茶屋町寄りにも勝手口あり）。互いのホームは陸橋で結ばれている。
上下線ホームそれぞれに待合所があり、上りホーム待合所内には近距離切符の販売・交通系ICカードチャージ機能の付いた自動券売機が設置されている。
2番線（下り線）側が一線スルーの線路配置であり、安全側線を有する。そのため、昔は通過列車の関係で発着番線がまちまちであったが、現在は上下線別になっている。

### のりば
| のりば | 路線         | 方向 | 行先             |
| ------ | ------------ | ---- | ---------------- |
| 1      | 宇野みなと線 | 上り | 茶屋町・岡山方面 |
| 2      | 宇野みなと線 | 下り | 宇野方面         |

- 上記の路線名は旅客案内上の呼称（愛称）で表記している。なお、のりば番号標は一時期無かったが、後に待合室に付けられている。

### 往年の名残
- 現在は普通電車のみの運転となっているが、宇高連絡船が現役だった頃には優等列車や四国への貨物列車が運転されていた名残で、行き違いの線路有効長が長い。また下り線側が1線スルーの線路配置になっており、行き違いや通過列車待ち合わせのために1・2番線の両側方向に出発信号機がある。
- 貨物扱いをしていた名残の跡地も上りホーム岡山側に残っている。

## 利用状況
1日の平均乗車人員は以下の通りである。
| 乗車人員推移 | 乗車人員推移 |
| 年度         | 1日平均人数  |
| ------------ | ------------ |
| 1999         | 254          |
| 2000         | 268          |
| 2001         | 255          |
| 2002         | 261          |
| 2003         | 232          |
| 2004         | 217          |
| 2005         | 236          |
| 2006         | 245          |
| 2007         | 226          |
| 2008         | 220          |
| 2009         | 235          |
| 2010         | 222          |
| 2011         | 237          |
| 2012         | 243          |
| 2013         | 247          |
| 2014         | 251          |
| 2015         | 267          |
| 2016         | 252          |
| 2017         | 242          |
| 2018         | 234          |
| 2019         | 235          |
| 2019         | 198          |
| 2021         | 206          |

## 駅周辺
- 岡山市南区役所灘崎支所
- 岡山市南消防署灘崎出張所
- 岡山市立灘崎町図書館
- 岡山市立灘崎町歴史文化資料館
- 灘崎町町民会館
- 灘崎町総合福祉センター（ウェルポートなださき）
- 岡山市立灘崎小学校
- 岡山市立灘崎中学校
- 岡山県道22号倉敷玉野線

## その他
- ICOCAの使用履歴について、当駅は「備片岡」と表記されている。

## 隣の駅
西日本旅客鉄道（JR西日本）
 宇野みなと線（宇野線）
彦崎駅 (JR-L09) - 備前片岡駅 (JR-L10) - 迫川駅 (JR-L11)